# بين تشارلز غرين
بين تشارلز غرين (بالإنجليزية: Ben Charles Green)‏ هو قاضي ومحامي أمريكي، ولد في 4 يناير 1905 في كليفلاند في الولايات المتحدة، وتوفي في 12 يناير 1983.